# Leandra Cominazzini Angelucci
Leandra Cominazzini Angelucci (Foligno, 5 settembre 1890 – Foligno, 24 gennaio 1981) è stata una pittrice italiana.

## Biografia
Nata da una famiglia dell'alta borghesia, trascorse tutta la sua infanzia a Foligno. Fu mandata dalla famiglia a Perugia presso il Collegio Santo Spirito per continuare gli studi all'istituto magistrale, come era di consuetudine per le donne, sebbene lei desiderasse frequentare i corsi dell'Accademia. Appena diplomata, tornò a Foligno e iniziò a dedicarsi alla propria passione, l'arte, spaziando dal pannello murale, ai vetri dipinti a smalto ed a olio, alle tele, alle mattonelle. Nel 1910, alle soglie dei venti anni, sposò Ottorino Angelucci, industriale perugino.
Iniziò negli anni Venti i primi tentativi nel campo della pittura non tradizionale con la creazione di arazzi, riprendendo un'antica tecnica usata dalle donne di Spello. Nel 1930 partecipò alla Prima mostra internazionale di Arte sacra a Valle Giulia a Roma dove, esponendo i propri arazzi, ottenne come riconoscimento una medaglia d'argento. Nel 1932 incontrò Gerardo Dottori, figura di punta del futurismo a Perugia. Il successo cominciò ad arrivare nel 1933, quando un suo dipinto fu esposto alla mostra "Premio Golfo della Spezia", ideato da Tommaso Marinetti, fondatore del movimento futurista. Partecipò alle più importanti esposizioni italiane come la XX e la XXIII Esposizione internazionale d'arte di Venezia (nel 1936 e nel 1942), e alle Quadriennali di Roma del 1939 e del 1943. Espose a Napoli, Terni, Roma, Orvieto, Milano, Cremona, Bologna, Firenze e Foligno, mandando solo le opere e non andando mai di persona. Si cimentò anche con la poesia, infatti nel 1939 in occasione di una visita di Mussolini a Foligno dedicò a Marinetti una raccolta di Aeropoesia futurista umbra, pubblicata poi postuma nel 1983. Si iscrisse al Sindacato degli artisti umbri e all' Accademia Romana di Cultura. All'inizio degli anni 50 la Cominazzini rimase vedova, cosa che la gettò in un profondo sconforto e anche la sua pittura di conseguenza subì un cambiamento radicale, rivolgendosi a soggetti quali il cosmo, i satelliti e gli astri.
Morì a Foligno il 24 gennaio 1981.

## Opere (selezione)
- Aeropittura - paesaggio, 1930
- La Vita, 1930
- Virate astrali, 1934
- Paesaggio atomico, 1936
- Paesaggio solare, 1938
- Coltivazioni indigene presso Dessiè, 1938
- La battaglia del grano, 1940